# Drakenstein (municipalité)
La Municipalité locale de Drakenstein (Drakenstein Local Municipality) est une municipalité locale du district municipal de Cape Winelands dans la province du Cap-Occidental en Afrique du Sud. Le siège de la municipalité est situé dans la ville de Paarl.

## Localités
La municipalité de Drakenstein comprend les localités suivantes : 
| Localités                                                    | Code   | Population | Superficie (km2) | Langue maternelle dominante |
| ------------------------------------------------------------ | ------ | ---------- | ---------------- | --------------------------- |
| Diemersfontein                                               | 166006 | 84         | 1,91             | Anglais sud-africain        |
| Gouda                                                        | 166003 | 3 441      | 7,65             | Afrikaans                   |
| Mbekweni                                                     | 166007 | 30 875     | 2,04             | IsiXhosa                    |
| Onverwacht                                                   | 166004 | 830        | 0,44             | Afrikaans                   |
| Paarl                                                        | 166008 | 112 045    | 64,61            | Afrikaans                   |
| Saron                                                        | 166001 | 7 843      | 2,13             | Afrikaans                   |
| Val De Vie                                                   | 166009 | 303        | 1,87             | Afrikaans                   |
| Victor Verster (dont le centre pénitentiaire de Drakenstein) | 166011 | 2 827      | 3,05             | Afrikaans                   |
| Water-Vliet                                                  | 166010 | 476        | 2,08             | Anglais sud-africain        |
| Wellington                                                   | 166005 | 55 543     | 30,16            | Afrikaans                   |
| Zone rurale (y compris le hameau de Simondium)               | 166002 | 36 995     | 1 421,73         | Afrikaans                   |
| Total                                                        | Total  | 251 262    | 1 537,67         | Afrikaans                   |

## Galerie

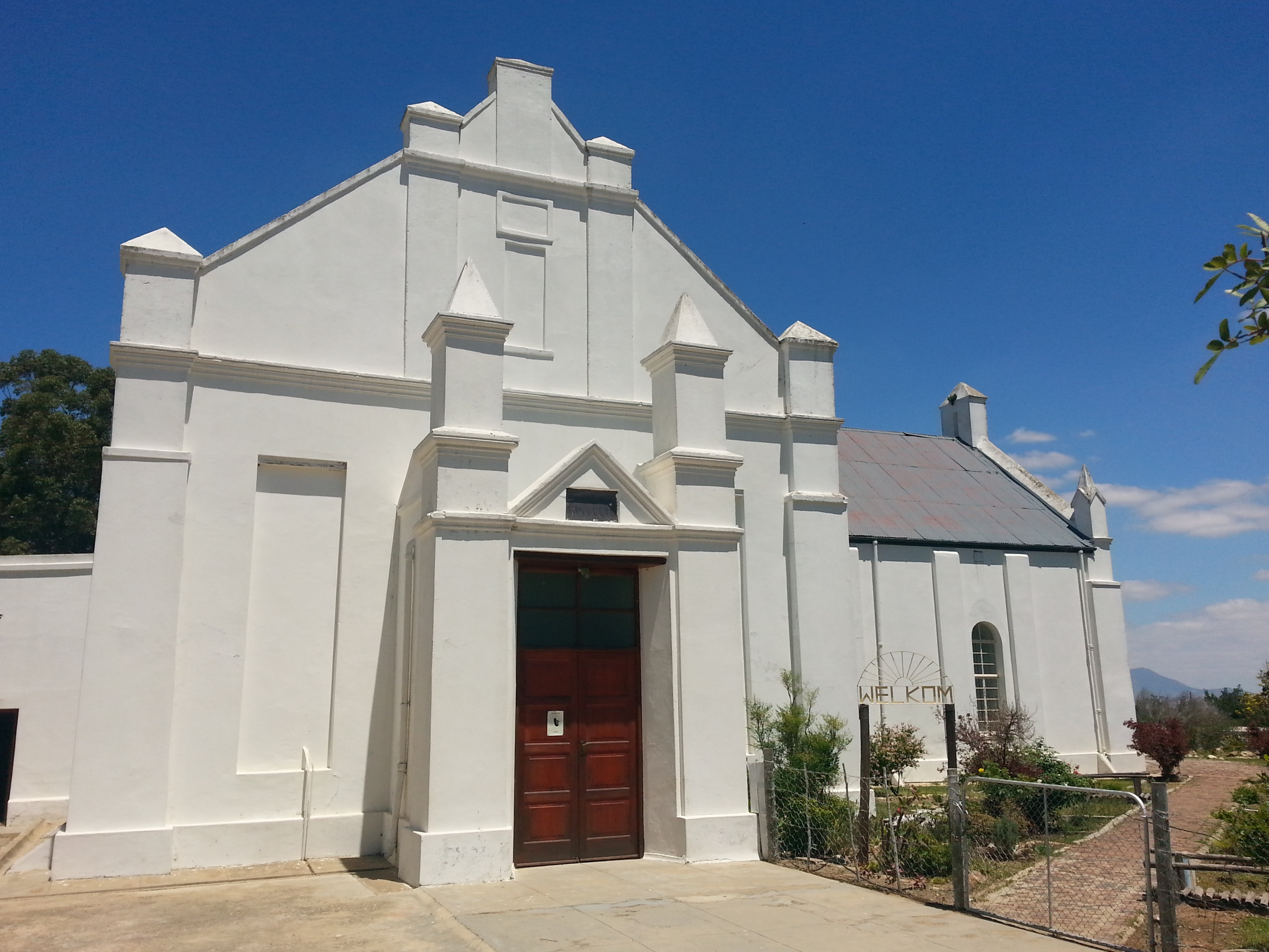
Église missionnaire à Saron.
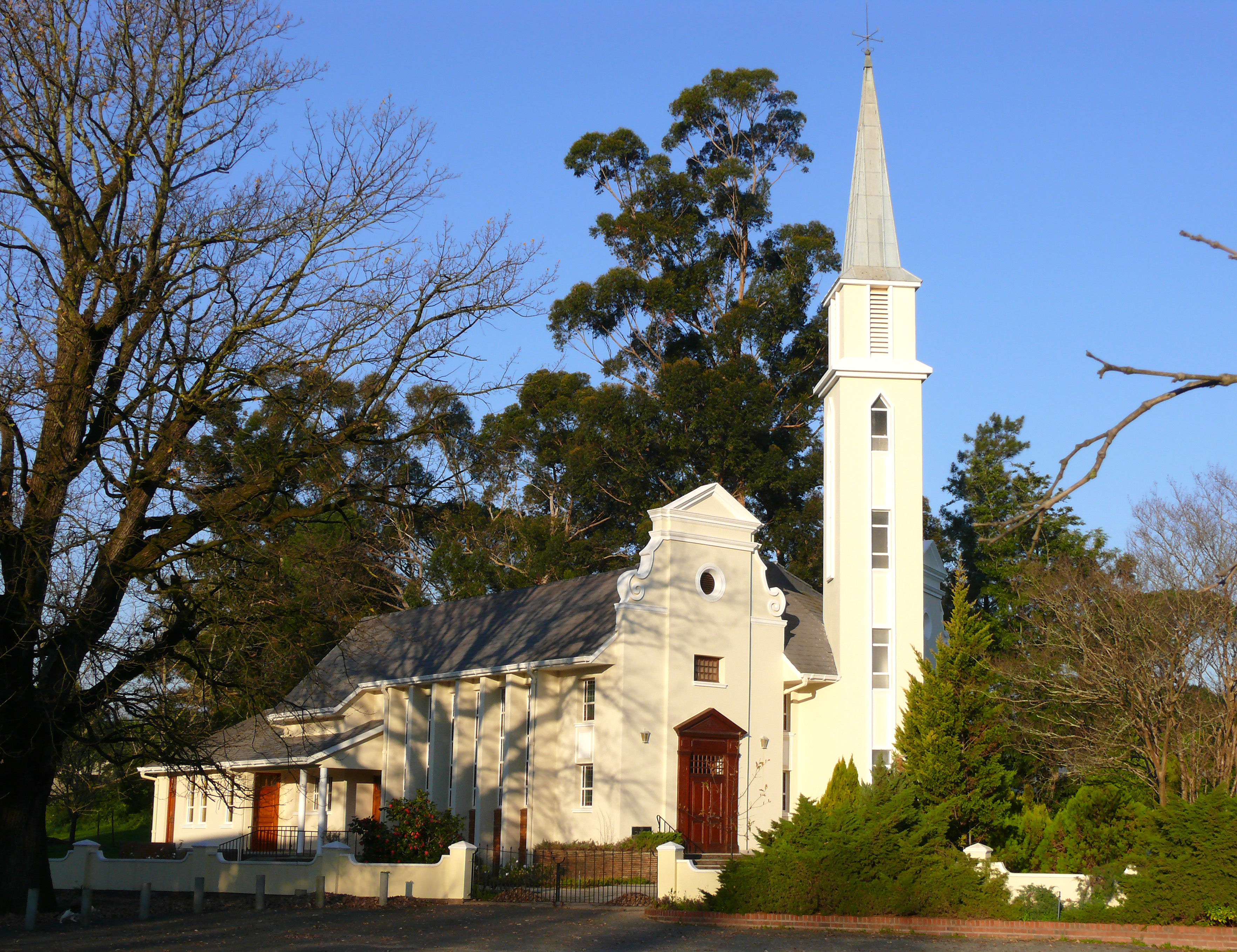
Église réformée hollandaise de Simondium.

## Démographie
Selon le recensement de 2011, les 52 642 résidents de la municipalité de Drakenstein sont majoritairement issus des populations coloureds (62,50 %). Les noirs, majoritaires dans le pays, représentent 22,67 % des habitants et les blancs, 13,52 % des résidents. 
Les habitants ont majoritairement l'afrikaans pour langue maternelle (75 %).

## Historique
La municipalité locale actuelle de Drakenstein a été constituée en 2000 à la suite de la réforme des gouvernements locaux.

## Administration
La municipalité se compose de 65 sièges de conseillers municipaux. 
Lors des élections municipales de 2016, l'Alliance démocratique(DA) a remporté 43 sièges de conseillers municipaux contre quinze au congrès national africain (ANC), deux aux Economic Freedom Fighters et un siège chacun au parti chrétien démocrate africain, au front de la liberté, à la fédération des démocrates, à Icosa et au PDM.
| Maires depuis 2000 |  | Parti politique | Terme                                          |
| ------------------ |  | --------------- | ---------------------------------------------- |
| Chris Leander      |  | DA puis NNP     | 2000-2002                                      |
| Herman Bailey      |  | NNP puis ANC    | 2003-2006                                      |
| Charmaine Manuel   |  | ANC             | 2006 - 2007                                    |
| Koos Louw          |  | DA              | avril à septembre 2007                         |
| Charmaine Manuel   |  | ANC             | 2007-2011                                      |
| Gesie van Deventer |  | DA              | 2011-mai 2016                                  |
| Conrad Poole       |  | DA              | mai 2016 - février 2024                        |
| Gert Combrink      |  | DA              | par interim du 28 février 2024 au 5 avril 2024 |
| Stephen Korabie    |  | DA              | depuis le 5 avril 2024                         |